# (8470) Dudinskaya
(8470) Dudinskaya (1982 SA4) – planetoida z grupy pasa głównego asteroid okrążająca Słońce w ciągu 3,43 lat w średniej odległości 2,27 au. Odkryta 17 września 1982 roku.